# Argentotetraedrite-(Fe)
L'argentotetraedrite-(Fe) (simbolo IMA: Attr-Fe) è un raro minerale del gruppo della tetraedrite all'interno del quale si trova nel sottogruppo della freibergite; appartiene alla famiglia dei "solfuri e solfosali" e possiede composizione chimica Ag6(Cu4Fe2)Sb4S13.
L'argentotetraedrite-(Fe) è l'analogo dell'antimonio dell'argentotennantite-(Fe).

## Etimologia e storia
Precedentemente nota con il semplice nome di argentotetraedrite, l'argentotetraedrite-(Fe) prende il proprio nome per il suo contenuto di argento (caratteristica comune anche agli altri minerali del sottogruppo della freibergite) e per il suo contenuto di ferro; il nome-radice tetraedrite è dovuto alla forma tetraedrica dei cristalli di questi minerali, e fu scelto nel 1845 da Wilhelm Karl Ritter von Haidinger.
Il campione tipo (cotipo) è depositato nelle collezioni mineralogiche della Queen's University (collezione Miller) con i numeri di catalogo M8224 (olotipo) e M7138 (cotipo), e nel Museo di storia naturale di Londra con il numero di catalogo BM2016,101.

## Classificazione
La classica nona edizione della sistematica dei minerali di Strunz, aggiornata dall'Associazione Mineralogica Internazionale (IMA) fino al 2009, elenca l'argentotetraedrite-(Fe) con il nome generico di argentotetraedrite, nome che non distingueva ancora tra le quattro specie ora note (l'argentotetraedrite-(Zn) l'argentotetraedrite-(Fe), l'argentotetraedrite-(Cd) e l'argentotetraedrite-(Hg)) e la colloca nella classe "2. Solfuri e solfosali" e da lì nella sottoclasse "2.G Solfoarseniuri, solfoantomoniuri, solfobismuturi"; questa viene suddivisa più finemente in base all'eventuale presenza di zolfo aggiuntivo, in modo tale che l'argentotennantite possa essere trovata nella sezione "2.GB Neso-solfoarseniuri, ecc. con S aggiuntivo" dove forma il sistema nº 2.GB.05 insieme ad annivite, argentotetraedrite (entrambe non più riconosciute perché non sono minerali, bensì due sottogruppi di minerali), freibergite, giraudite, goldfieldite, hakite, tennantite e tetraedrite.
L'edizione successiva della sistematica Strunz, proseguita dal database "mindat.org" e chiamata Classificazione Strunz-mindat, elenca l'argentotetraedrite-(Fe) nel medesimo sistema insieme ai minerali hakite-(Hg), rozhdestvenskayaite-(Zn), tennantite-(Zn), tetraedrite-(Zn), tennantite-(Fe), tetraedrite-(Fe), tetraedrite-(Hg), kenoargentotetraedrite-(Fe), giraudite-(Zn), argentotennantite-(Zn) e goldfieldite.
Nella Sistematica dei lapis (Lapis-Systematik) di Stefan Weiß l'argentotetraedrite-(Fe) si trova nella classe dei "solfuri e solfosali (solfuri, seleniuri, tellururi, arseniuri, antimoniuri, bismuturi)" e nella sottoclasse dei "solfuri con metallo: S,Se,Te ~ 1:1"; qui forma il "gruppo della tetraedrite" con il sistema nº II/C.11 insieme a giraudite-(Zn), argentotennantite-(Zn), kenoargentotetraedrite-(Fe), goldfieldite, hakite-(Hg), annivite, mgriite e chaméanite.

## Abito cristallino
L'argentotetraedrite-(Fe) cristallizza nel sistema cubico nel gruppo spaziale I43m (gruppo nº 217) con la costante di reticolo a = 10,6116(1) Å, oltre ad avere 1 unità di formula per cella unitaria.

## Origine e giacitura
L'argentotetraedrite-(Fe) è stata trovata in vene idrotermali e in depositi metamorfici di contatto.
Il minerale è piuttosto raro ed è stato trovato in pochi siti sparsi per il mondo. La sua località tipo è "Keno Hill" nel distretto minerario di Mayo (nello Yukon, Canada).
Ritrovamenti anche nel dipartimento di Potosí e presso Atocha (Bolivia); a Nymagee (Nuovo Galles del Sud) e a Omeo (nel Victoria), entrambi in Australia; negli oblast' di Čeljabinsk, di Magadan e di Sverdlovsk, oltre che nella Tuva e nel territorio di Krasnojarsk (tutti in Russia).
In Europa l'argentotetraedrite-(Fe) è stata rinvenuta nella valle di Obertalbach (in Stiria, Austria); a Příbram e Háje (in Repubblica Ceca); a Chełmiec e a Gierczyn (nel voivodato della Bassa Slesia, Polonia); a Zlatá Idka (nel distretto di Košice-okolie, Slovacchia); a Lindesberg e a Lycksele (Svezia); a Lavreotiki (Grecia); a Vichy, a Saint-Flour (nell'Alvernia-Rodano-Alpi) e a Castres (in Occitania), tutti in Francia.

## Forma in cui si presenta in natura
L'argentotetraedrite-(Fe) è opaca con lucentezza metallica; il colore e lo striscio non sono stati ancora determinati.